# Diócesis de Sindhudurg
La diócesis de Sindhudurg (en latín: Dioecesis Sindhudurgien(sis) e en hindi: सिंधुदुर्ग के सूबा) es una circunscripción eclesiástica de la Iglesia católica en India. Se trata de una diócesis latina, sufragánea de la arquidiócesis de Goa y Damán. Desde el 5 de julio de 2005 su obispo es Anthony Alwyn Fernandes Barreto.

## Territorio y organización
La diócesis tiene 21 099 km² y extiende su jurisdicción sobre los fieles católicos de rito latino residentes en los distritos del estado de Maharashtra de: Sindhudurg, Ratnagiri y una parte del de Kolhapur.
La sede de la diócesis se encuentra en la ciudad de Sawantwadi, en donde se halla la Catedral de Nuestra Señora de los Milagros. 
En 2020 en la diócesis existían 21 parroquias.

## Historia
La diócesis fue erigida el 5 de julio de 2005 con la bula Ab oriente et occidente del papa Benedicto XVI separando territorio de la diócesis de Poona.
Originalmente sufragánea de la arquidiócesis de Bombay, el 25 de noviembre de 2006 pasó a formar parte de la provincia eclesiástica de Goa y Damán.

## Estadísticas
Según el Anuario Pontificio 2021 la diócesis tenía a fines de 2020 un total de 24 340 fieles bautizados.
| Año                                                                             | Población            | Población | Población      | Sacerdotes | Sacerdotes    | Sacerdotes    | Bautizados por sacerdote | Diáconos permanentes | Religiosos | Religiosos | Parroquias |
| Año                                                                             | Bautizados católicos | Total     | % de católicos | Total      | Clero secular | Clero regular | Bautizados por sacerdote | Diáconos permanentes | Varones    | Mujeres    | Parroquias |
| ------------------------------------------------------------------------------- | -------------------- | --------- | -------------- | ---------- | ------------- | ------------- | ------------------------ | -------------------- | ---------- | ---------- | ---------- |
| 2005                                                                            | 29 794               | 5 365 706 | 0.6            | 31         | 19            | 12            | 961                      |                      | 12         | 98         | 17         |
| 2010                                                                            | 27 150               | 5 658 000 | 0.5            | 48         | 22            | 26            | 565                      |                      | 30         | 92         | 19         |
| 2014                                                                            | 26 934               | 5 966 000 | 0.5            | 55         | 27            | 28            | 489                      |                      | 40         | 98         | 21         |
| 2017                                                                            | 26 716               | 6 200 500 | 0.4            | 44         | 26            | 18            | 607                      |                      | 27         | 109        | 21         |
| 2020                                                                            | 24 340               | 5 791 485 | 0.4            | 55         | 30            | 25            | 442                      |                      | 34         | 103        | 21         |
| Fuente: Catholic-Hierarchy, que a su vez toma los datos del Anuario Pontificio. |                      |           |                |            |               |               |                          |                      |            |            |            |

## Episcopologio
- Anthony Alwyn Fernandes Barreto, desde el 5 de julio de 2005